# 比拉韦尔德
比拉韦尔德，是西班牙加泰罗尼亚塔拉戈纳省的一个市镇。总面积13平方公里，总人口378人（2001年），人口密度29人/平方公里。